# 櫻島棧橋通停留場
櫻島棧橋通停留場（日语：／ Nihongiguchi teiryūjō */?），又稱櫻島棧橋通電車站，是位於鹿兒島縣鹿兒島市小川町，屬於鹿兒島市交通局（鹿兒島市電）第一期線的電車站。車站編號為I02（1系統）和N02（2系統）。此站為最接近櫻島棧橋（鹿兒島港的櫻島渡輪碼頭）的電車站。

## 歷史
- 1914年12月20日 - 鹿兒島電氣軌道開設滑川停留場。
- 1928年（昭和3年）7月1日 - 鹿兒島市電氣局接管路線。
- 1933年（昭和8年）1月 - 改組成為鹿兒島市交通課路線。
- 1943年5月5日 - 此電車站廢止。
- 1952年10月1日 - 鹿兒島市交通局再次開設此電車站。
- 1967年1月1日 - 電車站改名為櫻島棧橋通停留場。

## 電車站構造
此站設有2面2線的相對式低地台月台，月台上皆設有電車接近顯示器和廣播系統。兩月台可讓輪椅人士上落。但是電動輪椅人士由於月台寬度問題使不能使用此站。此站是無人車站，站內不可購買車票。
2020年2月1日至翌年3月26日，此站至鹿兒島站前停留場進行翻新工程使停止使用，因此暫時以此站作為終點站。

### 運行系統
此站是第一期線電車站之一。■1系統和■2系統會駛入此站。

## 使用狀況
| 1日上下車人次變化 | 1日上下車人次變化 |
| 年度              | 1日平均人次       |
| ----------------- | ----------------- |
| 2011年            | 1,212             |
| 2012年            | 1,227             |
| 2013年            | 1,250             |
| 2014年            | 1,246             |
| 2015年            | 1,265             |

## 電車站周邊
- 鹿兒島灣
- 櫻島棧橋（鹿兒島港）（日语：鹿児島港）
- 南洲神社（日语：南洲神社）
- 西鄉南洲表彰館（日语：西郷南洲顕彰館）
- 鹿兒島銀行上町分店
- 鹿兒島小川郵局
- JR九州巴士「櫻島棧橋」巴士站

## 相鄰電車站
鹿兒島市交通局
鹿兒島市電■1系統、■2系統
鹿兒島站前（I01/N01）－櫻島棧橋通（I02/N02）－水族館口（I03/N03）
- 此電車站至鹿兒島站前之間曾經設有和泉屋町停留場。

## 注腳
1. ↑   (PDF). 鹿児島市交通局.   [2021-03-27]. （原始内容 (PDF)存档于2020-10-08） （日语）.
2. ↑   (PDF). 鹿児島市交通局.   [2021-03-27]. （原始内容 (PDF)存档于2021-01-25） （日语）.
3. ↑  国土数値情報(駅別乗降客数データ)  （页面存档备份，存于）（日語） - 國土交通省，2018年12月10日參閲

## 外部連結
- 鹿兒島市交通局 （页面存档备份，存于）（日語）